# Хайнрих фон Керпен
Хайнрих фон Керпен (на немски: Heinrich von Kerpen, Herr von Unter-Manderscheid; Theodericus I. von Kerpen; * пр. 1173; † сл. 1201) е благородник от фамилията Керпен и господар на Унтер-Мандершайд в Южен Айфел.

## Произход и наследство
Той е син на Хайнрих фон Керпен-Мандершайд († сл. 1186) и съпругата му Мехтилдис. Внук е на Хайнрих фон Керпен († сл. 1145). Сестра му Йохана ван Керпен (* ок. 1150) се омъжва за Вилбранд I ван Палант (* ок. 1148).
Внуците му Вилхелм II фон Мандершайд († сл. 1270) и Теодерих II († сл. 1265) разделят наследството през средата на 13 век. Вилхелм получава Мандершайд, а Теодерих II става господар на Керпен.
През 1461 г. линията Мандершайд е издигната на имперски граф. През 1488 г. родът се разделя на три линии, които по-късно чрез наследство отново се обединяват.

## Фамилия
Хайнрих фон Керпен се жени за Гертруд († сл. 1201). Те имат децата:
- Ита/Ида фон Керпен-Мандершайд († 14 май 1237), омъжена за Мербодо II фон Малберг († сл. 1225)
- Хайнрих II фон Керпен († сл. 1235), женен за Ерменгарда фон Бетинген († сл. 1235), дъщеря на Хайнрих фон Бетинген († сл. 1234)
- Вилхелм I фон Керпен († сл. 1220), неженен
- Алберо фон Керпен († сл. 1201), неженен
- Александер фон Керпен
- Йохан фон Керпен